# Controversia sobre la identidad de Miguel Hidalgo y Costilla
La polémica sobre el rostro y apariencia física de Miguel Hidalgo y Costilla, padre de la Patria Mexicana, fue una controversia nacida en el ambiente de celebración de las Fiestas Bicentenarias de México del año 2010. La polémica surgió cuando en las redes sociales apareció la historia de que en realidad la imagen familiar que los mexicanos tienen de Hidalgo (un cincuentón de tez blanca, delgado, alto, de nariz aguileña, calvo pero con mechones laterales de cabello cano) no concordaba con la realidad. El relato del supuesto fraude se hizo viral en la red. Siendo José María Morelos, Agustín de Iturbide  y Josefa Ortiz de Domínguez los únicos mártires mexicanos de la independencia retratados directamente. 

## Contexto
Según la historia difundida en internet, Hidalgo nunca fue retratado, puesto que las autoridades españolas prohibieron y destruyeron toda referencia a él y murió al menos veinte años antes del daguerrotipo. Durante el gobierno monárquico de Maximiliano y por razones de propaganda, se intentó difundir la imagen e historia de Hidalgo con la intención de fomentar el patriotismo entre la población, pero al no encontrarse ninguna imagen de Hidalgo se tomó como modelo a un cura y botánico belga que era parte del séquito de la emperatriz Carlota. Desde entonces, esa es la imagen que los mexicanos conocen del Padre de la Patria. La historia ganó tanta credibilidad que incluso el gobernador de Coahuila Humberto Moreira la enunció en reiteradas ocasiones y llamó a una "cruzada" para conocer el "verdadero rostro de Hidalgo". El escritor Paco Ignacio Taibo II también creyó la historia y afirmó en un programa de televisión transmitido por History Channel que el rostro de Hidalgo no era el verdadero. Innumerables programas de TV, radio, revistas y diarios repitieron la historia como si fuese un hecho comprobado.
La polémica, sin embargo, vivió poco tiempo, pues varios historiadores del Periodo Independentista y del Primer Imperio salieron a corregir el rumor. Las primeras imágenes que tenemos de Hidalgo datan de la década de 1830 del siglo XIX, es decir, son al menos veinticinco años anteriores al arribo de Maximiliano a México. Se trata de una estatuilla de 18 centímetros hecha de madera y pintada a mano, de un timbre postal emitido por el gobierno en 1833 y de una ilustración del libro Historia de México del historiador y político Lucas Alamán. Las tres representaciones concuerdan con la típica imagen popular que se tiene de Hidalgo. Quizás el hecho más relevante es que, al momento de ser publicadas estas primeras imágenes de Hidalgo, aún vivían en México muchas personas que lo habían conocido de forma personal en vida y ninguno se extrañó o desmintió tales retratos. Alamán es un testigo importante, pues siendo aún adolescente, asistió a varias cenas y tertulias en las que ha convivido de forma frecuente con Hidalgo. Alamán estuvo de acuerdo con la representación típica del héroe de la independencia.
Por otra parte, al hacerse el recuento de bienes de don Cristóbal Hidalgo y Costilla, padre de Miguel Hidalgo, se encontró un retrato de su hijo realizado en 1810, un pintor llamado Juan Nepomuceno Herrera encontró dicha copia y la reprodujo en 1840, actualmente el cuadro se puede visitar en el Museo Regional de Guanajuato en la Alhóndiga de Granaditas. Una vez más concuerda con la imagen por todos conocida.
Así que hay bastantes evidencias para demostrar que la imagen que la mayoría de las personas poseen de Miguel Hidalgo concuerda razonablemente bien con su apariencia física. Como nota al calce, quizás habría que señalar que sí existe un cuadro de Hidalgo realizado bajo el Segundo Imperio, el del pintor Joaquín Ramírez realizado en 1865. Cronistas de la época alaban el retrato de Ramírez, que muestra a un sereno Hidalgo con la recién firmada abolición de la esclavitud en su escritorio, pero ninguno menciona a un supuesto cura belga como modelo.